# Stone (unità di misura)
La stone, simbolo st è un'unità di massa imperiale britannica pari a 14 libbre avoirdupois (6,35029318 kg). La stone continua ad essere utilizzata nel Regno Unito e in Irlanda per misurare il peso corporeo.
L'Inghilterra e altri paesi di lingua germanica del Nord Europa in passato utilizzavano varie stones (pietre) standardizzate per il commercio, con valori che variavano da circa 5 a 40 libbre locali (da 2,3 a 18,1 kg) a seconda della posizione e degli oggetti pesati. Con l'avvento del sistema metrico decimale, le varie unità europee furono sostituite o adattate al chilogrammo a partire dalla metà del XIX secolo.

## Antichità

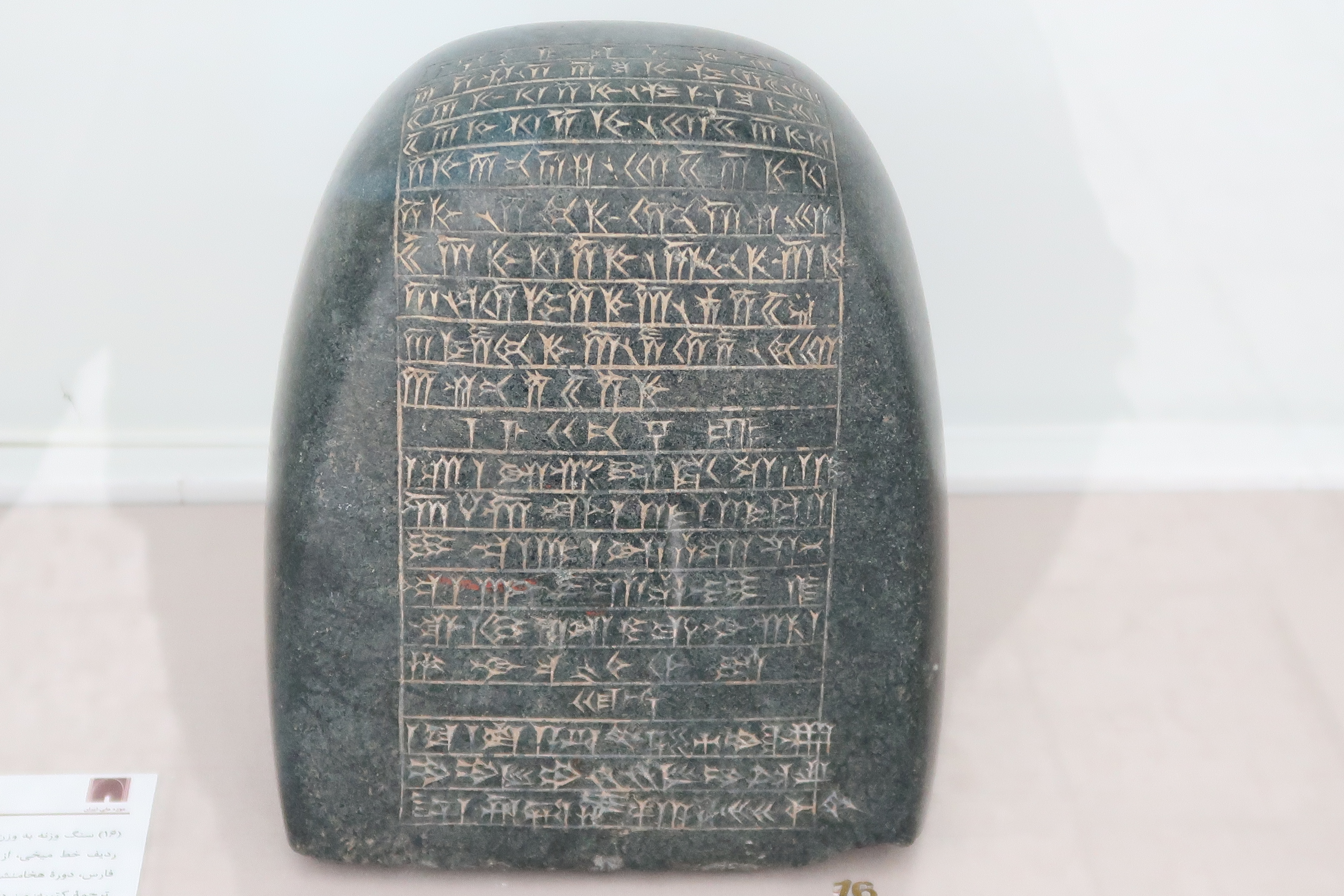
Peso in pietra con iscrizione trilingue dell'epoca di Dario il Grande. 9,950 g

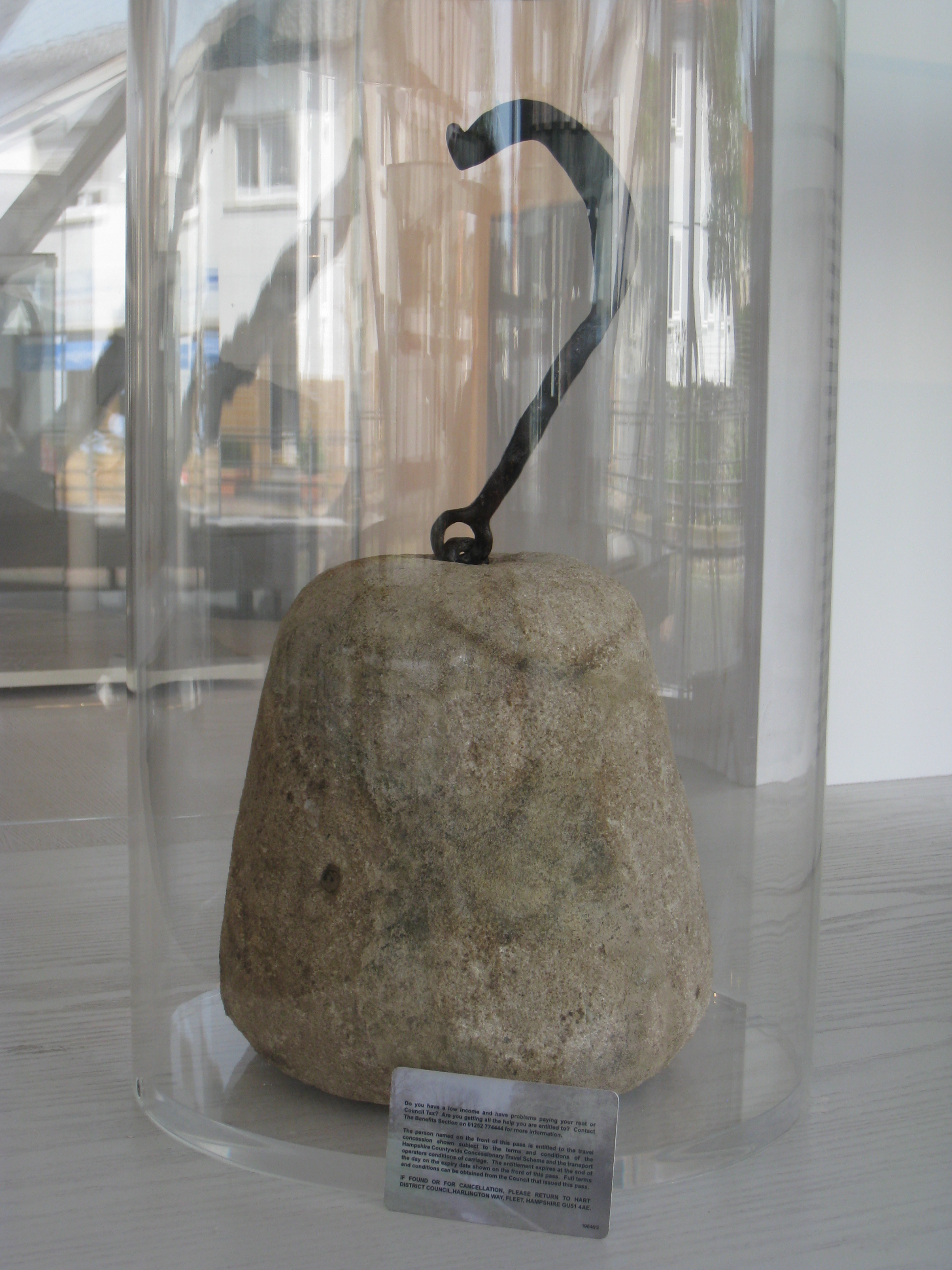
Il peso in pietra del II secolo pari a 40 libbre romane (c. 13 kg), nel museo di Eschborn

Il nome stone deriva dall'uso storico delle pietre come pesi, una pratica che risale all'antichità. Nell'antico mondo ebraico non esisteva una "pietra" standardizzata, ma in epoca romana i pesi in pietra venivano realizzati in multipli della libbra romana. Tali pesi variavano in qualità: la Yale Medical Library conserva esemplari di serpentino lucidato da 10 e 50 libbre, mentre un esempio da 40 libbre presso il museo di Eschborn è fatto di arenaria.

## Gran Bretagna e Irlanda
L'edizione del 1772 dell'Enciclopedia Britannica definì la stone:
STONE indica anche una certa quantità o peso di alcune merci. Una stone di manzo, a Londra, equivale a otto libbre; nell'Hertfordshire, a dodici libbre; in Scozia, a sedici libbre.
Il Weights and Measures Act del 1824, che si applicava a tutto il Regno Unito di Gran Bretagna e Irlanda, consolidò la legislazione sui pesi e le misure di diversi secoli in un unico documento. Esso revocò la disposizione secondo cui le balle di lana dovessero essere composte da 20 stone, ciascuna di 14 libbre, ma non prevedeva alcun provvedimento per l'uso continuato dell'unità. Dieci anni dopo, una stone variava ancora da 5 libbre (vetro) a 8 libbre (carne e pesce) a 14 libbre (lana e "peso del cavaliere"). Il Weights and Measures Act del 1835 consentiva l'uso di una stone di 14 libbre per il commercio ma altri valori rimasero in uso.

### Inghilterra
La stone inglese variava per legge in base alla merce e nella pratica variava in base agli standard locali. L'assise dei pesi e delle misure, uno statuto di data incerta del ca. 1300, descrive stone di 5 libbre usate per il vetro; stone da 8 libbre per cera d'api, zucchero, pepe, allume, cumino, mandorle, cannella e noci moscate; stone di 12 libbre per il piombo; e la London stone di 12,5 libbre per la lana.  Nel 1350 Edoardo III emanò un nuovo statuto che definiva il peso della stone , da utilizzare per la lana e altre merci, a 14 libbre, ribadito da Enrico VII nel 1495.
In Inghilterra, i commercianti tradizionalmente vendevano le patate in multipli di 7 libbre (mezza stone). Gli animali vivi venivano pesati in stone da 14 libbre; ma, una volta macellate, le loro carcasse venivano pesate in stone da 8 libbre. Pertanto, se la carcassa dell'animale rappresentasse gli 8⁄14 del peso dell'animale, il macellaio poteva restituire le carcasse preparate al proprietario dell'animale stone per stone, tenendosi le frattaglie, il sangue e la pelle come dovuto per la macellazione e la preparazione dell'animale. Il mercato di Smithfield continuò a utilizzare la stone da 8 libbre per la carne fino a poco prima della seconda guerra mondiale.

### Scozia
La stone scozzese era pari a 16 libbre scozzesi (17 libbre e 8 once avoirdupois o 7,936 kg). Nel 1661, la Commissione reale di Scozia raccomandò che la stone Troy venisse utilizzata come metro di misura e che venisse custodita presso il borgo di Lanark. La stone di Edimburgo, anch'essa standardizzata nel 1661, era pari a 16 libbre scozzesi (22 libbre e 1 oncia avoirdupois o 9,996 kg). La stone scozzese cessò di essere utilizzata per il commercio quando il Weights and Measures Act del 1824 stabilì un sistema di misura uniforme in tutto il Regno Unito, che a quel tempo includeva tutta l'Irlanda.

### Irlanda
Prima dell'inizio del XIX secolo, come in Inghilterra, la stone variava sia a seconda della località che della merce. Ad esempio, la stone di Belfast per misurare il lino equivaleva a 16,75 libbre avoirdupois. Il valore più comune era di 14 libbre. Tra le stranezze legate all'uso della stone c'era la pratica della contea di Clare di usare una stone di patate di 16 libbre in estate e 18 libbre in inverno.

### Uso moderno
Nel 1965 la Federazione delle Industrie Britanniche informò il governo britannico che i suoi membri erano favorevoli all'adozione del sistema metrico. Il Board of Trade, a nome del governo, accettò di supportare un programma decennale di transizione al sistema metrico. La legislazione sarebbe stata minima, poiché il programma sarebbe stato volontario e i costi sarebbero stati sostenuti laddove fossero ricaduti.  Sotto la guida del Metrication Board, i mercati dei prodotti agricoli raggiunsero un passaggio volontario entro il 1976. La stone non fu inclusa nella direttiva 80/181/CEE come unità di misura utilizzabile all'interno della CEE per scopi economici, di sanità pubblica, di sicurezza pubblica o amministrativi, sebbene ne fosse consentito l'uso come unità supplementare. Dal 1º gennaio 2010 l’ambito di applicazione della direttiva è stato esteso a tutti gli aspetti del mercato interno dell’UE.
Con l'adozione delle unità metriche da parte del settore agricolo, la stone non fu più utilizzata, in pratica, per il commercio; e, nel Weights and Measures Act del 1985, approvato in conformità alla direttiva UE 80/181/CEE, la stone fu rimossa dall'elenco delle unità consentite per il commercio nel Regno Unito,abrogando gli atti precedenti. Nel 1983, in risposta alla stessa direttiva, una legislazione simile fu approvata in Irlanda.
La stone rimane ampiamente utilizzata nel Regno Unito e in Irlanda per misurare il peso corporeo umano: in quei paesi si può sentire dire che le persone pesano, ad esempio, "11 stone 4" (11 stone e 4 libbre), piuttosto che 72 chilogrammi come nella maggior parte degli altri paesi, o 158 libbre, il modo convenzionale di esprimere lo stesso peso negli Stati Uniti e in Canada. La forma plurale invariabile di stone in questo contesto resta stone (come in "11 stone"); in altri contesti, il plurale corretto è stones (ad esempio, "Inserisci il tuo peso in stones e libbre"). In Australia e Nuova Zelanda, il sistema metrico ha completamente sostituito le stone e le libbre a partire dagli anni '70.
In molti sport sia nel Regno Unito che in Irlanda, come il pugilato professionistico, il wrestling e le corse di cavalli, la stone viene utilizzata per esprimere il peso corporeo.